# Conte de la Ville de Cuivre
Le Conte de la Ville de Cuivre (ou La ville d'Airain) est une histoire tirée des Mille et Une Nuits. Dans l'Encyclopédie des Mille et Une Nuits, il est répertorié sous le numéro ANE 180. Dans le conte, 

## Résumé
À Damas, le calife omeyyade 'Abd Al-Malik ibn Marwān apprend de Tâlib ibn Sahl qu'un voyageur, naviguant vers l'Inde avec des compagnons, une tempête échoua son bateau dans un pays inconnu. Il y rencontra des Noirs, vêtus de peaux de bête et parlant un langage incompréhensible. Seul le roi comprenait l'arabe : il leur expliqua qu'ils étaient les premiers humains à venir sur cette terre. Son peuple les accueillit et leur offrit de la viande d'oiseau, du gibier et du poisson, leur nourriture exclusive. Se promenant dans une de leur ville, le voyageur ayant pêché en mer un vase de cuivre scellé au plomb avec le sceau de Salomon. En l'ouvrant, sans en être étonné, il en fit sortir une fumée bleue qui s'éleva jusqu'au ciel et qui se changea en un être effroyable. Le roi expliqua que c'était un des djinn qui s'étaient rebellés contre Salomon. Mais celui-ci les avait enfermé par punition dans ces vases, étant le seul à avoir reçu ce pouvoir de Dieu. Lorsqu'un d'entre eux est libéré, il se croit toujours au temps de ce roi et s'écrie alors : « Je me repends, ô prophète de Dieu ! »

Drapeau du Califat omeyyade.

An-Nâbigah adh-Dhubyânî, qui était présent lors du récit de ce voyage, confirma cette histoire, en citant les premiers sages qui disaient que Dieu demanda à Salomon de gouverner en son nom, d'honorer ceux qui lui obéissent et d'enfermer les rebelles à jamais. Émerveillé, le calife chargea Tâlib d'aller retourner là-bas chercher d'autres vases de ce genre, sous l’étendard blanc califal et lui ordonna de ne pas lésiner. Il lui donne deux lettres : une pour solliciter l'aide de son frère 'Abd al 'Azîz ibn Marwān son représentant en Égypte, l'autre pour l'émir Mûsâ ibn Nusayr, son représentant pour les pays d'Occident, qui devraient l'accompagner dans son périple. C'est ainsi que la troupe quitte la Syrie pour se faire héberger par l'émir au Caire, qui lui recommanda de se rendre en Haute-Égypte pour demander à se faire guider par 'Abd as-Samad ibn 'Abd al-Qaddûs as-Samûdi, un savant voyageur qui servit de guide. La route à parcourir jusqu'à l'objectif est de deux ans et quelques mois.
Après un long voyage, l'équipée trouve un magnifique château abandonné. Ils découvrirent des inscriptions (dont certaines parlent du néant du monde et des choses d'ici-bas), de nombreux sarcophages et le tombeau du maître des lieux, Koùs ibn Saddâd ibn 'Ad. Une inscription raconte son histoire : il a possédé quatre-mille châteaux, il a épousé mille vierges et eu mille enfants ; il a vécu mille ans, croyant qu'il ne mourrait jamais. Mais, un jour, la mort a commencé à décimer les siens. Même une armée formidable qu'il réunit n'était pas capable de repousser la mort ; des trésors immenses qu'il rassembla ne purent lui servir à acheter un seul jour de vie supplémentaire. Il céda alors au destin et pris patience. Les voyageurs trouvèrent aussi une table, qu'ils emportèrent, sur laquelle était inscrit : « Autrefois, à cette table, s’asseyaient mille rois borgnes et mille rois qui avaient de bons yeux. Maintenant dans la tombe ils sont également aveugles ! ».
Reprenant le voyage, ils trouvent plus loin une statue de cavalier en cuivre : en lui frottant la main, celui-ci tourna pour indiquer la voie à suivre, dans laquelle ils s'engagèrent. Les voyageurs sont ainsi remis dans le bon chemin. Un autre jour, ils aperçurent une colonne de pierre noire. À l'intérieur, un 'ifrît est emprisonné par l'ordre de Salomon par punition, parce qu'il a conseillé au roi des djinns de lui résister quand il lui a demandé sa fille en mariage. Salomon, partant avec son tapis volant, accompagné de son armée de djinns, d'hommes et d'animaux leur firent la guerre et remportèrent la victoire. Cet 'ifrît indiquent aux voyageurs la route de la ville de cuivre, où ils finirent par arriver. Afin de savoir comment y entrer, un jeune homme enfourche un chameau, en fait le tour en deux jours et deux nuits, mais ne peut découvrir la moindre entrée.
Se positionnant au sommet d'une montagne environnante, l'équipée voit les édifices et les jardins de la ville ; mais tout y est vide et mort. Elle installe alors une échelle contre la muraille. Douze hommes y montent successivement ; mais chacun d'eux, une fois arrivé au haut, battent des mains de joie, puis se jettent en criant du haut du mur à l'intérieur de la ville, où ils meurent. À son tour, 'Abd al Samad y montent, malgré les objurgations de tous, qui craignent de perdre un guide dont on ne peut se passer. Récitant des sourates du Coran, il triomphe du sortilège d'hallucination protégeant les lieux. Il ne cède pas aux invitations de dix jeunes filles qui paraissent l'appeler dans la ville et se garde de se jeter dans l'eau qui semble être au bas du mur, dans laquelle voulurent plonger les douze malheureux. Marchant sur le mur, il aperçoit un cavalier d'airain qui tend la main comme s'il montrait. Plus loin, suivant les indication d'une inscription, il frotte douze fois un clou : une porte donnant sur un corridor s'ouvre. Il poursuit, trouve des clefs et peut enfin ouvrir les portes de la ville à l'armée, dont la moitié entre immédiatement.
Partout, ils rencontrent d'immenses richesses et des dépouilles qui ont l'air de dormir. Au château, ils trouvent toujours des trésors, des morts et des inscriptions morales. Découvrant une porte en teck fermé de verrous d'argent, que 'Abd al Samad sut ouvrir. Plus loin, ils entrèrent dans un bâtiment surmonté d'une coupole en marbre, entouré de vitraux, abritant une tente de brocard assujetti à quatre piliers d'or rouge. À l'intérieur jaillit une fontaine, sous un lit d'une très belle dame morte richement parée et embaumée. Mais, ses yeux ayant été retiré après son trépas pour être remplacés par d'autres en vif-argent, le visiteur à l'impression qu'elle vit toujours et le regarde. Elle est gardée par deux statues d'esclaves, l'un blanc tenant une masse et l'autre noir portant un sabre. Une plaque en or avec une inscription narre l'histoire de la ville, que l'émir lit : 

« Je suis Tadmura, fille du roi des Amalécites, ces rois entre tous justes, et ce qu'aucun roi n'eut, je l'ai possédé, moi ! J'ai traité les affaires avec probité, mes sujets avec équité, j'ai donné largement et vécu très longtemps, dans le bonheur, des jours sans soucis et que d'esclaves, hommes et femmes, j'ai affranchi ! Et puis un sort néfaste s'est abattu sur moi, d'un seul coup, devant moi, le malheur était là ! Ce furent sept années continues, sans aucune eau du ciel, sans aucune herbe au sol ; après avoir épuisé nos provisions de nourriture, nous nous sommes rabattus sur les bêtes de nos troupeaux, jusqu'à la dernière. À la fin, une fois tous mon argent rassemblé, aux mains d'hommes très sûrs je l'ai confié ; de par le monde ils sont partis, par toute ville et tout pays, en quête de notre subsistance, mais sans succès : ils sont rentrés, et l'argent avec eux, mais après une très longue absence. Alors, nous avons étalé nos trésors, nos richesses dans la ville bouclée comme une forteresse, remettant notre sort au Seigneur, à sa Loi, pour qu'en dispose à son gré notre Roi. Et maintenant, sous vos regards, nous voici morts, laissant à l'abandon nos biens et nos trésors. De nous, de nous vivants, voyez ce qu'il en fut, et de notre passé : des traces, rien de plus »

Puis, en bas de la plaque, il poursuivit :
Ô fils d'Adam, ne t'abuse pas à l’espérance :

tu quitteras ces biens amassés de tes mains.

Je te vois aspirer aux charmes de ce monde :

tu n'est pas le premier... et tous les autres, avant toi, sont partis.

Permis ou non, tout leur était bon à prendre

mais, leur heure venue, le destin ne fit pas marche arrière.

Ils ont commandé des armées, tant d'armées, amassé,

Et puis s'en sont allés, abandonnant à d'autres et fortune et palais

Pour la tombe, l'oppressant séjour de la terre,

où ils dorment, otages de leurs actes ici-bas.

On les croirait des cavaliers faisant halte,

la nuit, quelque part, sans voir âme qui vive,

Et à qui le maître des lieux apparaîtrait, pour leur dire : « Eh, vous !

Vous ne pouvez pas rester ici ! » Et eux, à peine installés, de repartir,

Tous effrayés, saisis d'horreur devant l'évènement et condamnés

à voir la paix les fuir, à la halte, en chemin.

Ainsi, pour l'avenir, fait belle provision :

tu ne peux agir mieux qu'en craignant ton Seigneur.
S'arrêtant, l'émir pleure, avant de finir sa lecture :

« Par Dieu, le principe de toute vérité, c'est la piété, le plus ferme de tous les piliers ! La seule chose incontestable, c'est la mort, la seule certitude à attendre du sort ! Tout revient, tout retourne à elle : considère ceux qui t'ont précédé, maintenant sous la Terre ! [...] Une leçon, pour qui sait méditer ! Où sont les rois de Chine maintenant ? Et tant de héros, hardis, tous puissants ? Où est Shaddâd ibn Âd (en), et tout ce qu'il bâtit, et tout ce qu'il fonda ? Où l'orgueilleux Nemrod, qui contre Dieu se rebella ? Et Pharaon, l'impie, l'infâme ? La mort les foudroya, et et les leurs, petits ou grands, hommes ou femmes, proies du temps qui toute vie détruit et par qui chaque jour cède place à la nuit ! [...] Qui arrivera à cette ville et y entrera avec l'aide de Dieu sera libre d'emporter autant de richesses qu'il le pourra, mais pas de toucher à quoi que ce soit qui recouvre mon corps : il s'agit là du voile de ma pudeur, de mon bagage au moment de quitter ce monde. Que celui-là, donc, craigne Dieu et n'ôte en rien de ce qui me recouvre, sous peine de causer sa propre mort. Voilà le conseil que je lui donne, et ma mise en garde. Je lui adresse mon salut et prie Dieu de vous épargner tout malheur et de vous garder sains et saufs. »

Malgré l'avertissement, Tâlib veut dépouiller la tombe, considérant que cette femme morte n'aura plus usage de ses richesse. Il s'approche alors, grimpe les marches pour passer entre les deux piliers aux esclaves. Mais ils s'animent et le tuent, l'un le frappant dans le dos et l'autre le décapitant. Les autres emportent les autres trésors et, quittant la ville, en ferment la porte.
Enfin, après avoir repris la route en suivant le rivage, ils arrivent auprès d'une montagne dominant la mer. Elle est percée de cavernes habitée par les fameux Noirs en peaux de bête formant sur leur tête un capuchon. Le roi, qui sait l'arabe, apprend à ses visiteurs que son peuple descend de Hâm, fils de Noé et que la mer voisine se nomme al-Karkar. Un jour, sortit de l'eau une forme dont la clarté illuminait jusqu'à l'horizon. En leur criant assez fort pour être entendu de tous, il se présenta comme étant Abû l-'Abbâs al-Khidr et les enjoigne à se convertir à la religion de Mahomet. Honoré par la visite de représentants du calife, il leur donne douze vases, que des plongeurs ont cherché dans la mer, ainsi que divers trésors et plusieurs des créatures marines humanoïdes qui constituent une partie de leur nourriture. De retour en Syrie, les vases sont ouverts devant le calife et il s'en échappe des génies, qui demandent pardon. Quant aux filles de la mer, qui sont mises dans des bassins de bois pleins d'eau, elles meurent à cause de la chaleur. Mûsâ demande au calife de le remplacer par son fils, afin qu'il puisse terminer ses jours à Jérusalem en servant Dieu.

## Analyse
Selon Victor Chauvin, le conte, tel que le donnent les Mille et une Nuits (dont il fournit un résumé), nous semble avoir été amplifié par le compilateur, qu'il estime être Égyptien. La forme ancienne que connaissait Mas'oùdi doit être plus simple. Il se peut qu'elle se retrouve dans un des manuscrits existant des Nuits. Le germe de l'histoire pourrait bien être l'anecdote que donne le savant dans son Abrégé des Merveilles, où il parle d'un roi siégeant à Memphis, Ṣâ, qui construisit une ville dans l'oasis de Wâh el-Aksa.
André Miquel souligne que le texte, une version parmi tant d'autres de la légende de la ville de cuivre, ressortit à deux composantes majeures de la littérature encyclopédique (adab) : les traditions rapportées (akhbâr) et les merveilles ('ajâ'ibs). On y trouve un mélange de souvenirs de la conquête de l'Espagne, de résurgences bibliques et coraniques, ainsi que le rêve d'aventures aux limites du monde. Alexandre le Grand, en arrière-plan, ainsi que d'autres héros mythiques, nous font retrouver, à l'extrême Occident, des populations découvertes, en début de conte, à l'autre bout de la terre. On peut aussi évoquer, transmis par la même littérature de l'adab, les souvenirs d'une autre ville de cuivre, elle aussi célèbre et fabuleuse : Rome. L'émir Mûsâ ibn Nusayr est un personnage historique, mêlé à la légende dans ce récit. Après sa conquête de l'Espagne, il rentra à Damas chargé de richesses. Abû l-'Abbâs al-Khidr (ou al-Khadir) est une figure populaire légendaire, à la fois prophète, ange, saint et homme. Dominant la terre, la mer et la terre, il se rend invisible, voyage dans les cieux, parle toutes les langues et jouit de l'immortalité.